# Марлоу (Бакингемшир)
Марлоу — город в районе Уиком на юге английского графства Бакингемшир.
Город расположен на реке Темза, в 4-х милях (6,5 км) юго-юго-восток от Хай-Уикома, 5 миль (8 км) к западу-северо-западу от Мейденхеда и 33 мили (53 км) — к западу от центра Лондона.

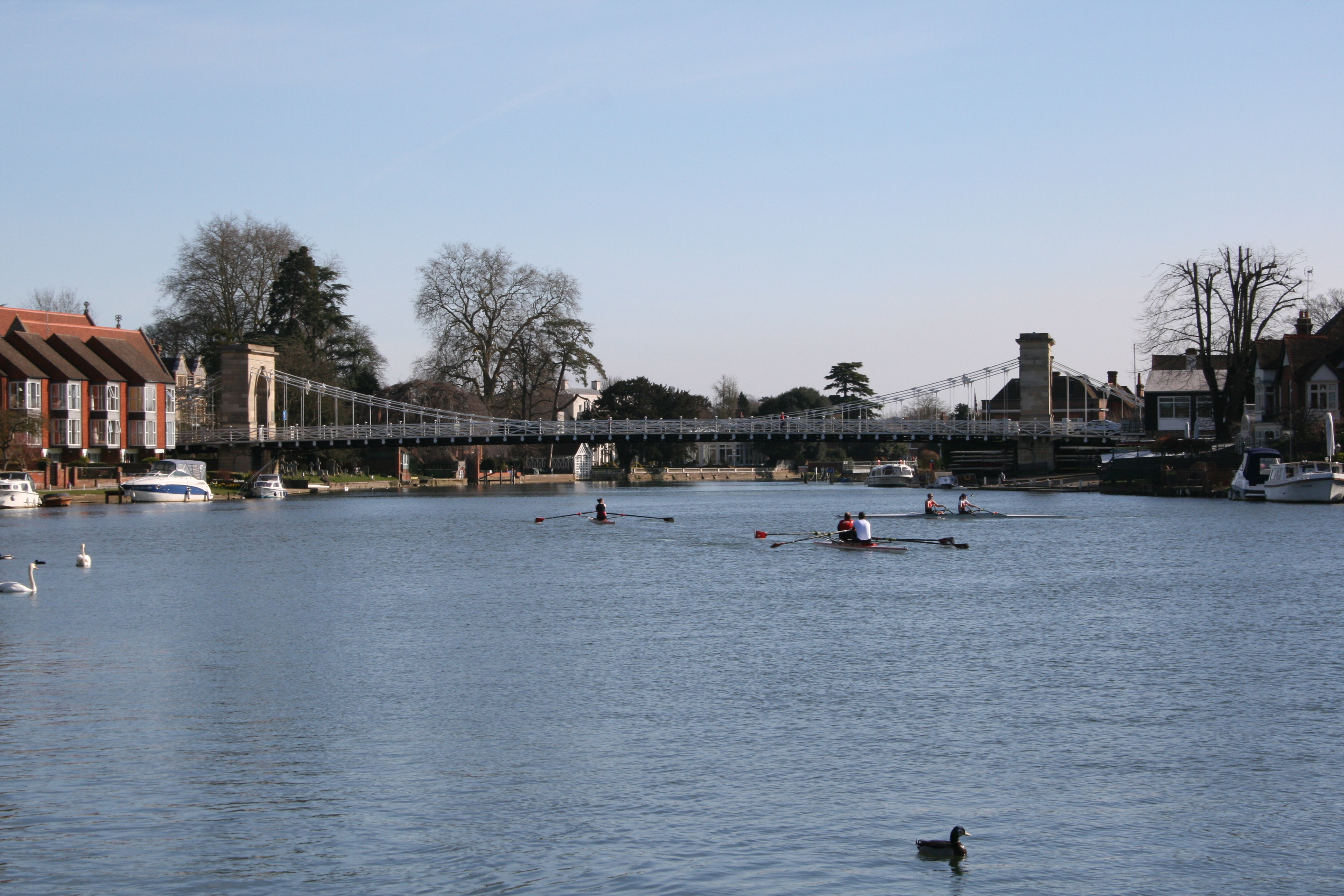
Лодки на Темзе в Марлоу
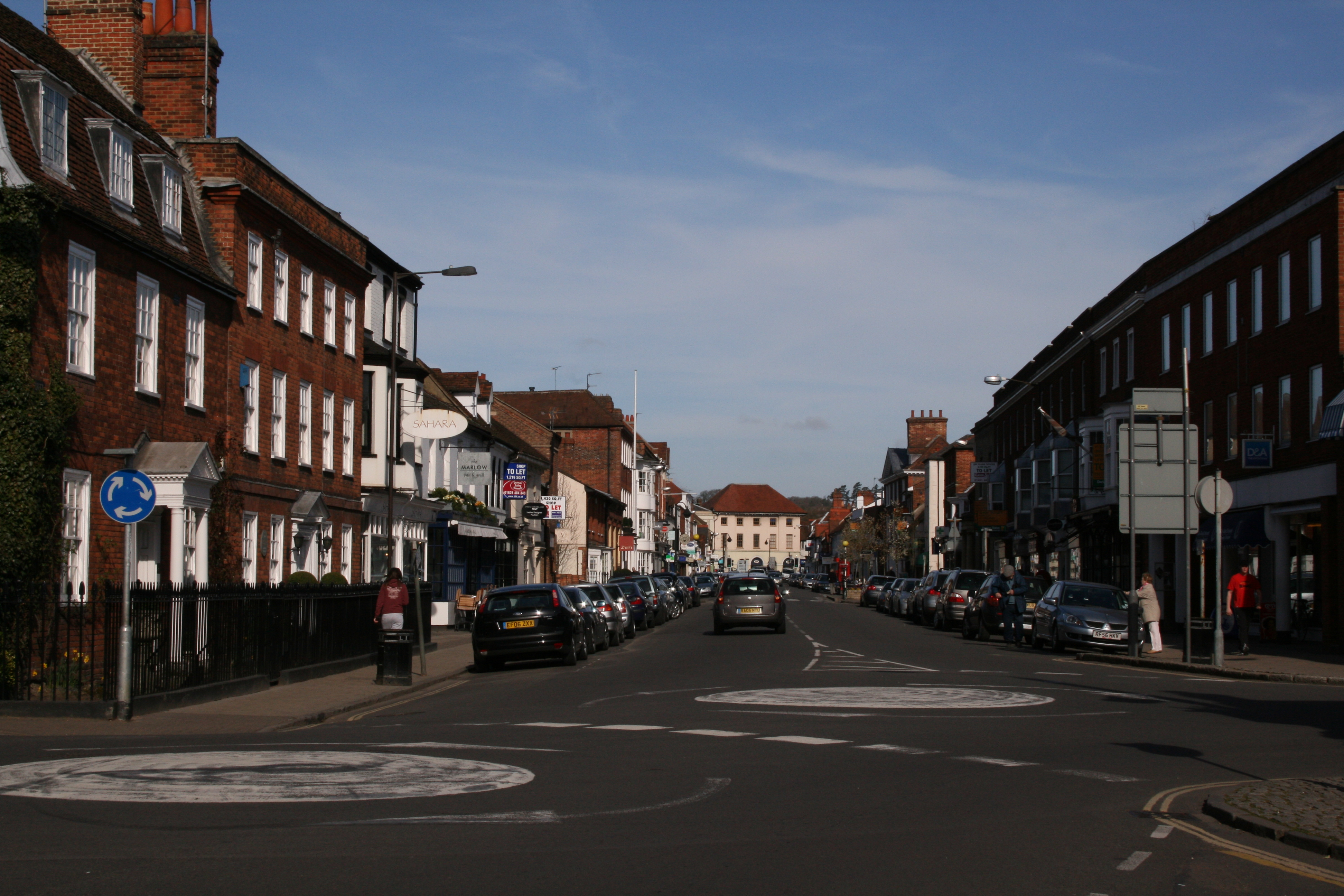
Хай Стрит в Марлоу
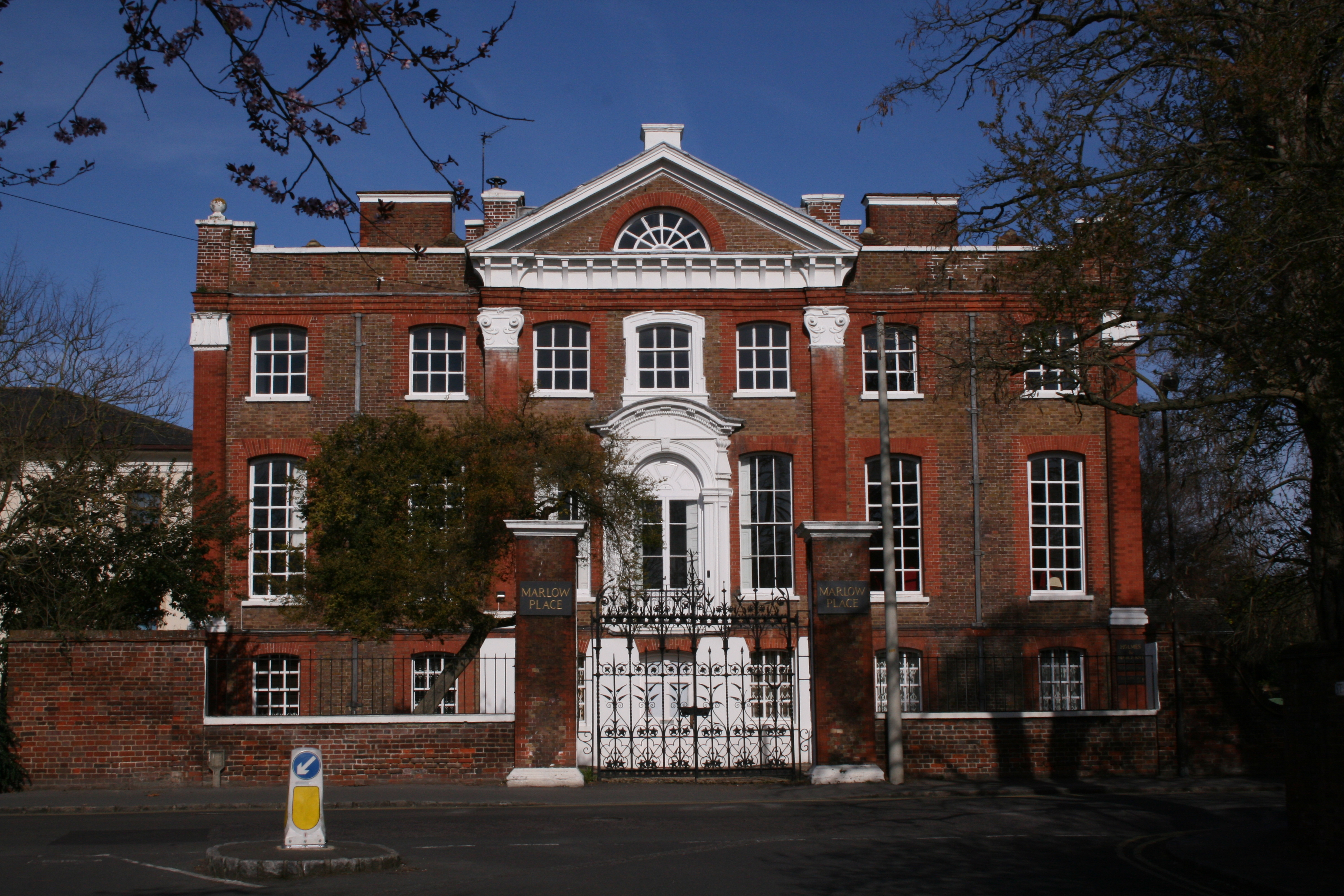
Marlow Place
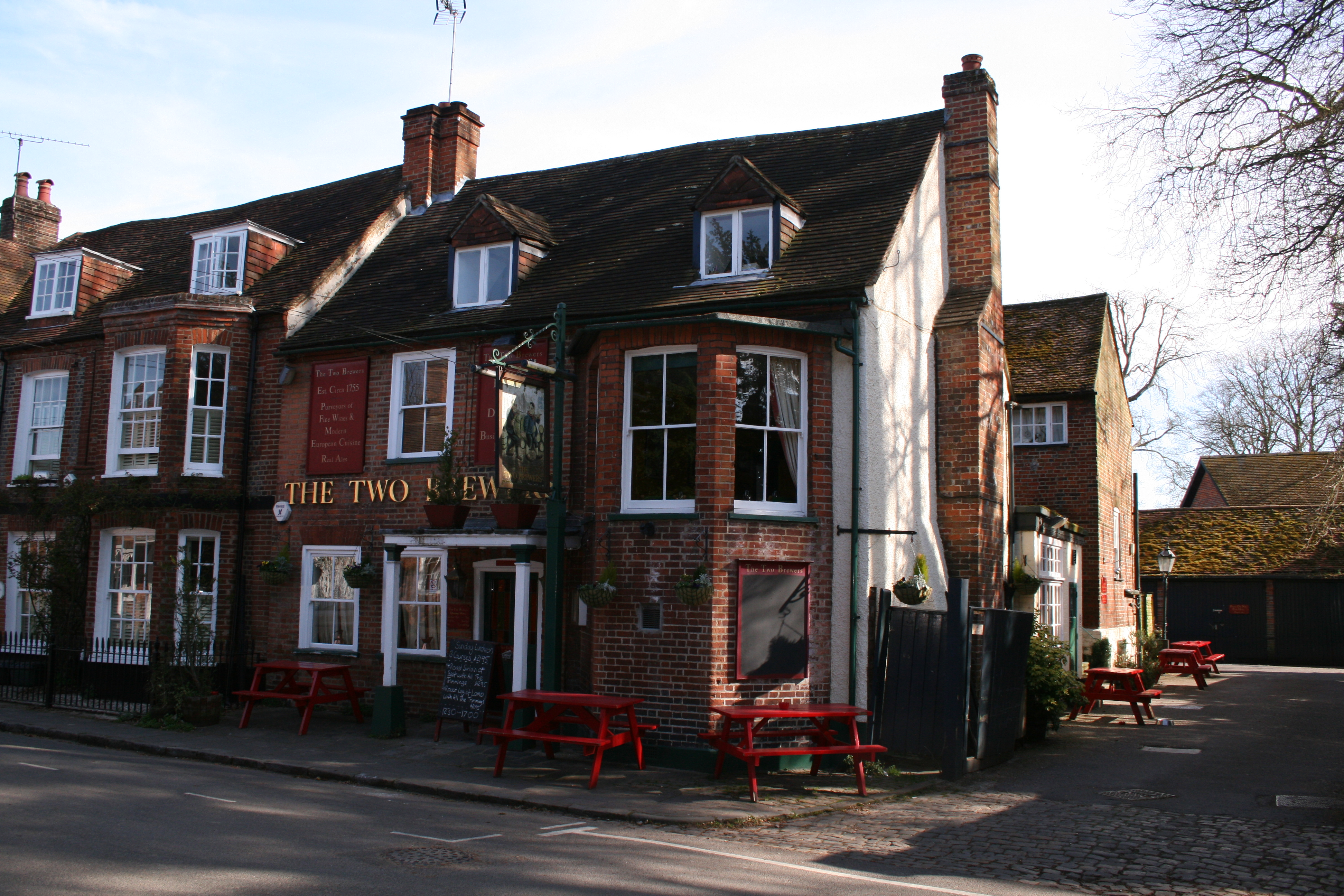
Паб "The Two Brewers", где Джером К. Джером писал "Трое в лодке"
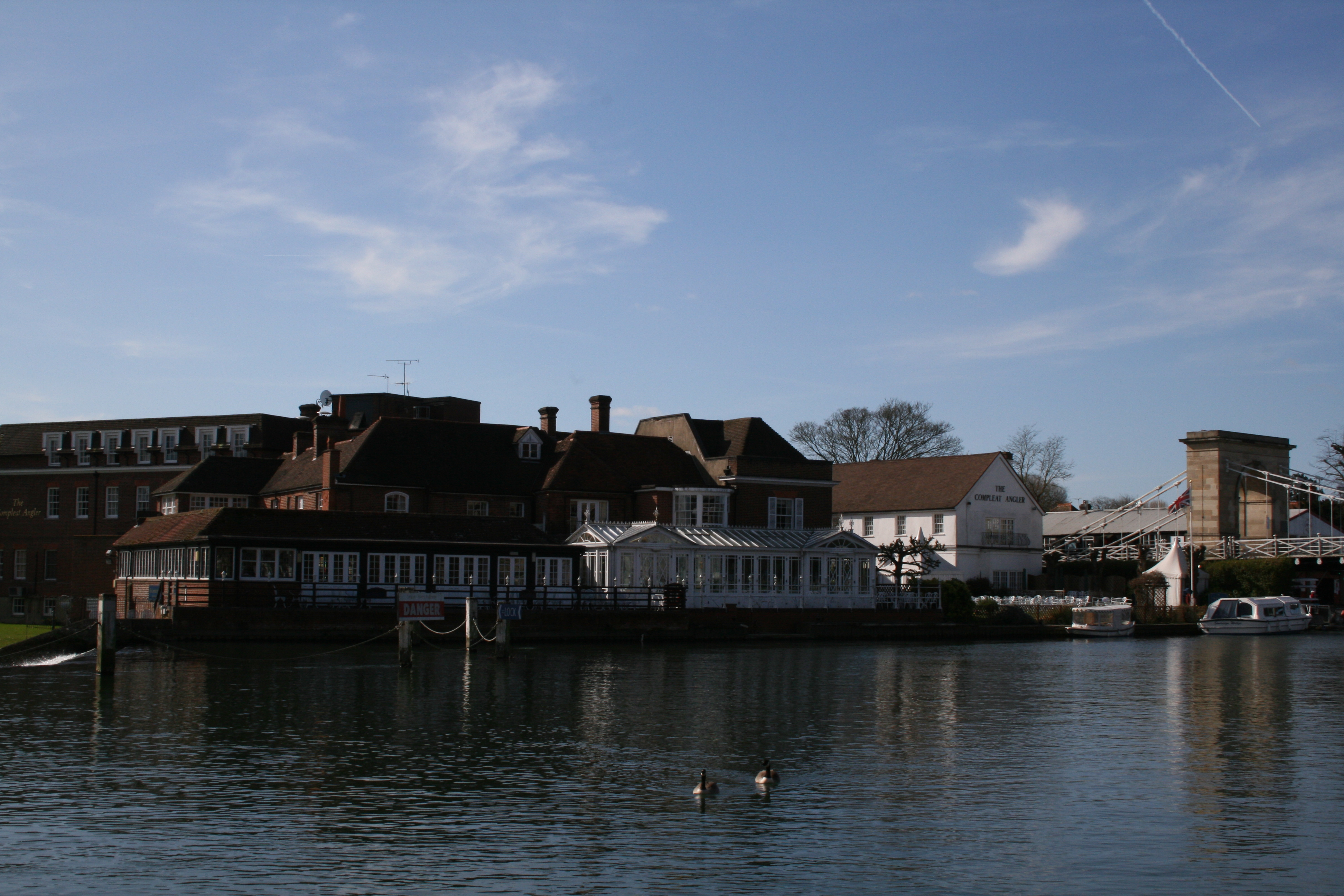
The Compleat Angler, Marlow
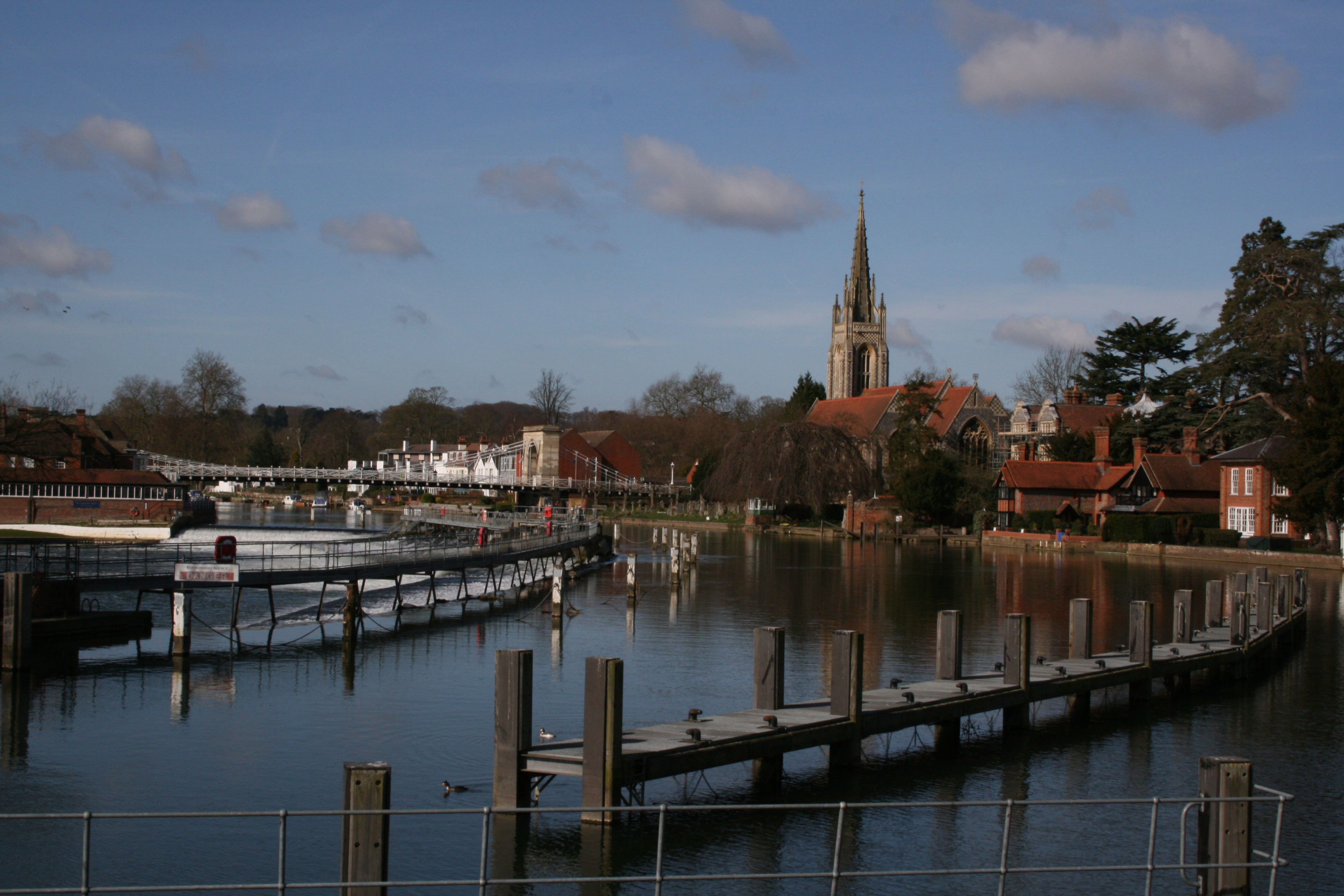
Вид на город со стороны шлюза
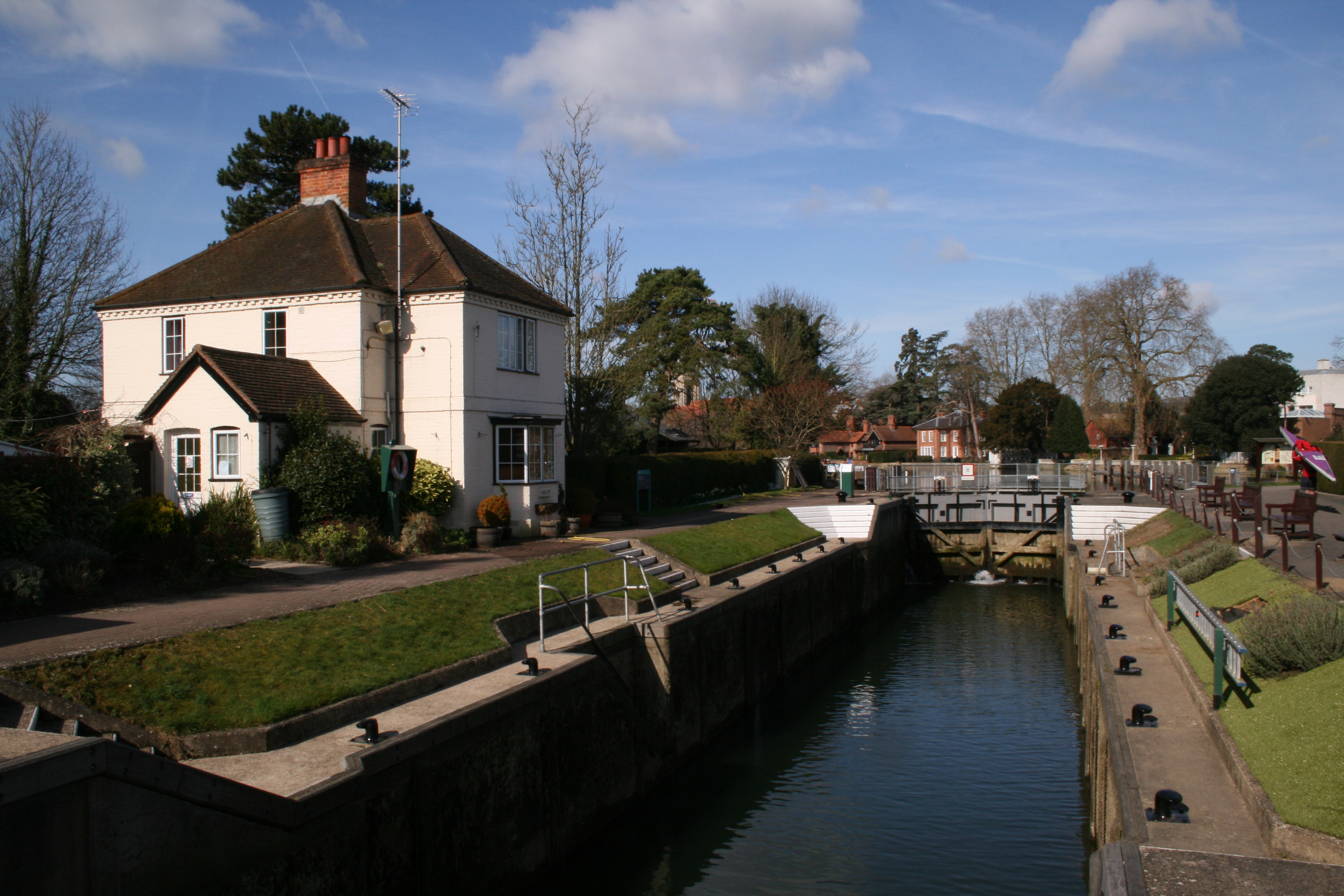
Шлюз в Марлоу
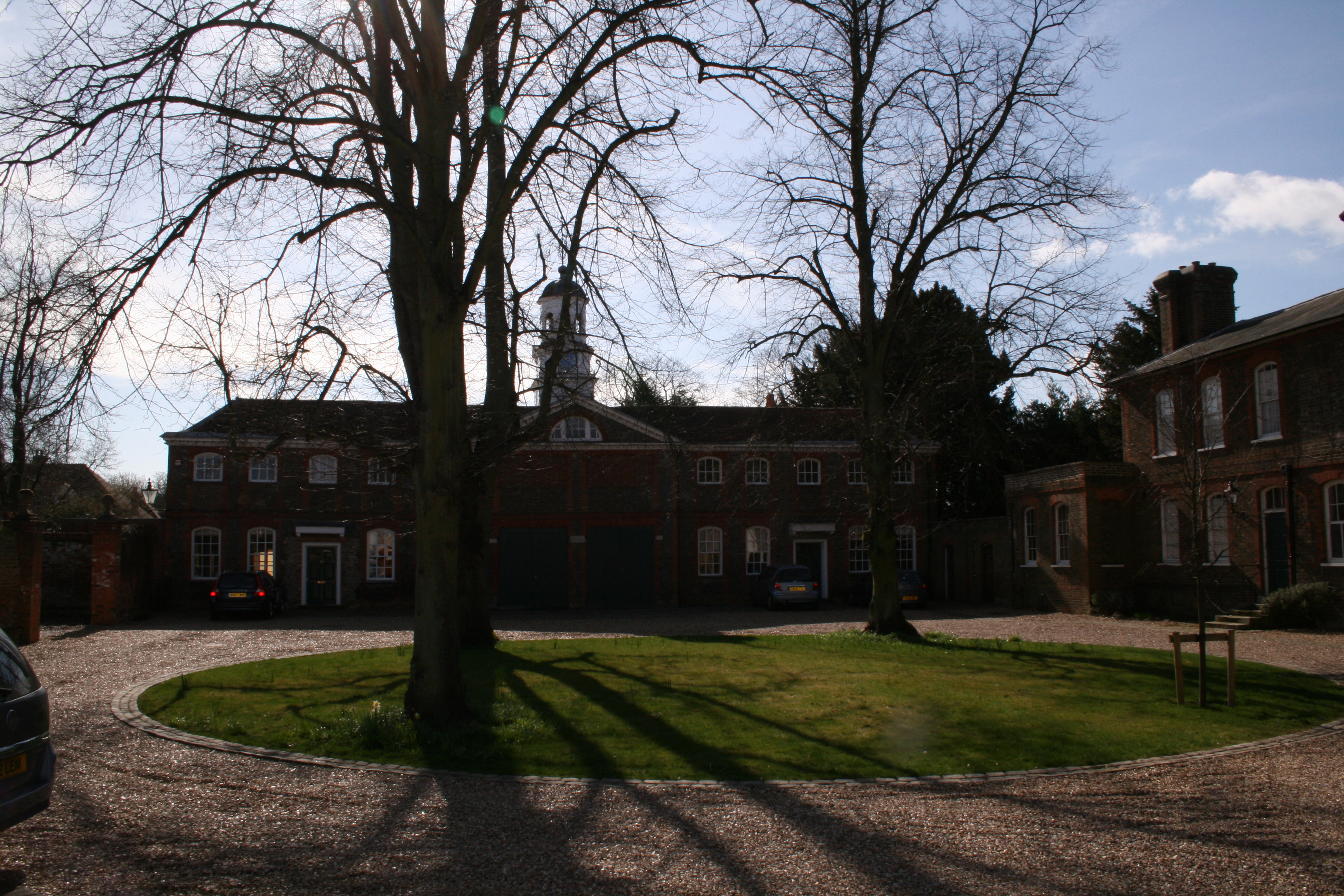
Здание бывшего королевского военного училища (1802-1812)
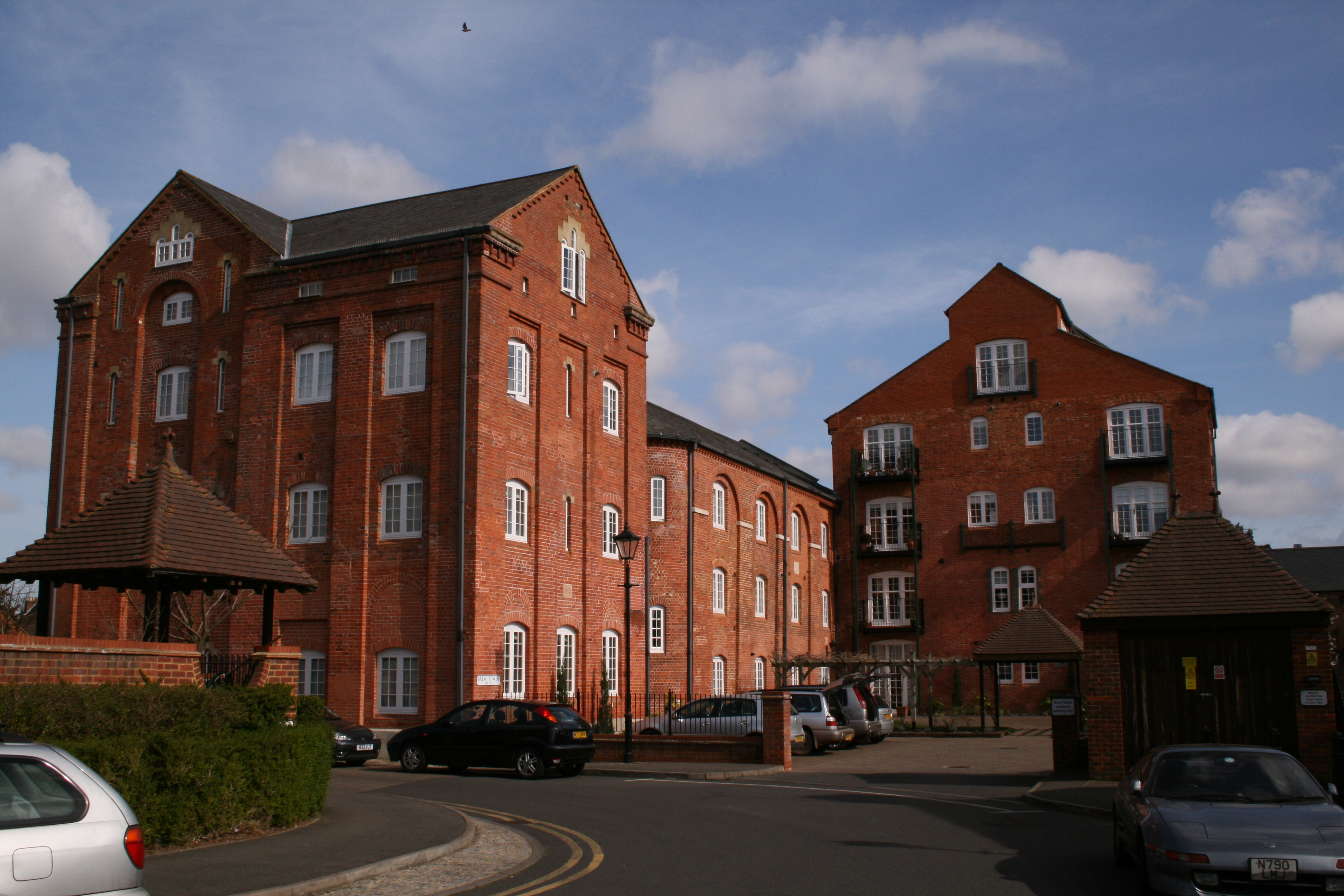
Former Wethered Brewery, Marlow